# Big Girls Don't Cry (Fergie)
Big Girls Don't Cry is een nummer gezongen en geschreven door Fergie voor haar debuutalbum als soloartiest The Dutchess. Big Girls Don't Cry kwam uit als vierde single van dat album. In verschillende landen kwam de single op de eerste positie in de hitlijsten, waaronder Australië waar het nummer zelfs negen weken bovenaan bleef staan. In Nederland werd dit nummer het eerste solo-succes voor Fergie, nadat al haar andere nummers vrijwel niet presteerden in de top 40.
In juli 2007 trad Fergie op met het nummer tijdens het Concert for Diana en tijdens Live Earth. Deze twee optredens zullen zeker hebben meegewerkt aan het succes voor het nummer. In de Billboard Hot 100 werd het Fergies derde nummer 1-hit van één album. Hiermee is ze een van de weinige zangeressen met drie nummer-1 hits van hun debuutalbum. In dit lijstje horen ook Mariah Carey (vier keer #1) en Christina Aguilera (drie keer #1).

## Problemen
Nadat Big Girls Don't Cry was geschreven, vonden Fergie en haar management dat het nummer niet paste bij de stijl van haar album. Ze besloten het niet op te nemen. Later vond het management juist dat het nummer te goed was om zo maar te laten gaan, waardoor ze ermee naar verschillende labels gingen. Het nummer werd toch opgenomen door Bad Boy Records en uitgebracht op single.
Toen Fergie de definitieve versie hoorde, plaatste ze, zonder weten van Bad Boy Records, het nummer toch op haar album The Dutchess. Het team van de platenmaatschappij was hier niet blij mee en schrapten het hele project en klaagden Fergie aan. Doordat die echter mede schrijver van het nummer is, kon er niets aan gedaan worden.

## Tracklist
1. "Big Girls Don't Cry" (albumversie) - 4:28
2. "Pedestal" - 3:22
3. "Big Girls Don't Cry" (Hommer-remix) - 5:37

## Hitnotering
| "Big Girls Don't Cry" in de Nederlandse Top 40 - binnen 18 augustus 2007 | "Big Girls Don't Cry" in de Nederlandse Top 40 - binnen 18 augustus 2007 | "Big Girls Don't Cry" in de Nederlandse Top 40 - binnen 18 augustus 2007 | "Big Girls Don't Cry" in de Nederlandse Top 40 - binnen 18 augustus 2007 | "Big Girls Don't Cry" in de Nederlandse Top 40 - binnen 18 augustus 2007 | "Big Girls Don't Cry" in de Nederlandse Top 40 - binnen 18 augustus 2007 | "Big Girls Don't Cry" in de Nederlandse Top 40 - binnen 18 augustus 2007 | "Big Girls Don't Cry" in de Nederlandse Top 40 - binnen 18 augustus 2007 | "Big Girls Don't Cry" in de Nederlandse Top 40 - binnen 18 augustus 2007 | "Big Girls Don't Cry" in de Nederlandse Top 40 - binnen 18 augustus 2007 | "Big Girls Don't Cry" in de Nederlandse Top 40 - binnen 18 augustus 2007 | "Big Girls Don't Cry" in de Nederlandse Top 40 - binnen 18 augustus 2007 | "Big Girls Don't Cry" in de Nederlandse Top 40 - binnen 18 augustus 2007 | "Big Girls Don't Cry" in de Nederlandse Top 40 - binnen 18 augustus 2007 | "Big Girls Don't Cry" in de Nederlandse Top 40 - binnen 18 augustus 2007 | "Big Girls Don't Cry" in de Nederlandse Top 40 - binnen 18 augustus 2007 | "Big Girls Don't Cry" in de Nederlandse Top 40 - binnen 18 augustus 2007 | "Big Girls Don't Cry" in de Nederlandse Top 40 - binnen 18 augustus 2007 | "Big Girls Don't Cry" in de Nederlandse Top 40 - binnen 18 augustus 2007 | "Big Girls Don't Cry" in de Nederlandse Top 40 - binnen 18 augustus 2007 | "Big Girls Don't Cry" in de Nederlandse Top 40 - binnen 18 augustus 2007 | "Big Girls Don't Cry" in de Nederlandse Top 40 - binnen 18 augustus 2007 |
| Week                                                                     | 1                                                                        | 2                                                                        | 3                                                                        | 4                                                                        | 5                                                                        | 6                                                                        | 7                                                                        | 8                                                                        | 9                                                                        | 10                                                                       | 11                                                                       | 12                                                                       | 13                                                                       | 14                                                                       | 15                                                                       | 16                                                                       | 17                                                                       | 18                                                                       | 19                                                                       | 20                                                                       |                                                                          |
| ------------------------------------------------------------------------ | ------------------------------------------------------------------------ | ------------------------------------------------------------------------ | ------------------------------------------------------------------------ | ------------------------------------------------------------------------ | ------------------------------------------------------------------------ | ------------------------------------------------------------------------ | ------------------------------------------------------------------------ | ------------------------------------------------------------------------ | ------------------------------------------------------------------------ | ------------------------------------------------------------------------ | ------------------------------------------------------------------------ | ------------------------------------------------------------------------ | ------------------------------------------------------------------------ | ------------------------------------------------------------------------ | ------------------------------------------------------------------------ | ------------------------------------------------------------------------ | ------------------------------------------------------------------------ | ------------------------------------------------------------------------ | ------------------------------------------------------------------------ | ------------------------------------------------------------------------ | ------------------------------------------------------------------------ |
| Nummer                                                                   | 21                                                                       | 5                                                                        | 4                                                                        | 5                                                                        | 3                                                                        | 3                                                                        | 3                                                                        | 3                                                                        | 5                                                                        | 5                                                                        | 6                                                                        | 8                                                                        | 9                                                                        | 10                                                                       | 16                                                                       | 19                                                                       | 25                                                                       | 28                                                                       | 31                                                                       | 40                                                                       | uit                                                                      |